# HEARTFUL
「HEARTFUL」（全心全意）是AAA的第5枚原創專輯。於2010年2月17日發行。唱片公司為avex trax。

## 概要
- 與上一張專輯「depArture」相距約1年。
- 收錄第21張單曲「Break Down / Break your name / Summer Revolution」至第23張單曲「Heart and Soul」的4首A面曲和新曲「FIELD」、「Believe own way」等，共14首曲目。至於「Break your name」為組合西風雲的歌曲，因此沒有收錄在本作。
- 新曲「FIELD」是「進研ゼミ-中学講座- 畢業・進級應援活動」電視廣告歌曲，而「As I am」是成員宇野實彩子主演，電影「幽會!」（ランデブー!）的主題曲。
- 本作的標題「HEARTFUL」代表此專輯是「作為回顧積極活動的一年，同時朝向未來毫不遲疑的注入全心全意，竭盡全力完成的作品。」
- 本作分「CD+DVD」和「CD ONLY」。「CD+DVD」收錄了「Break Down」、「Heart and Soul」和「FIELD」等5首歌曲的PV和PV Making。
- 在3月1日於公信榜專輯週排行榜取得第3位。

## 收錄內容

### CD
1. ♥（Heartful）
（作詞・作曲：AAA 編曲：tasuku）
2. Overdrive
（作詞：kenn kato 作曲：BOUNCEBACK Rap詞：日高光啓 編曲：ats-）
3. Break Down
（作詞：leonn 作曲：藤末樹 Rap詞：日高光啓 編曲：ArmiSlick）
21st單曲・每日放送和TBS電視台電視劇「帝王」的主題曲
4. Brand New World
（作詞：H.U.B. 作曲：鳥海剛史 Rap詞：日高光啓 編曲：tasuku）
浦田直也・日高光啓・與真司郎・伊藤千晃主唱
5. Rising Sun
（作詞・作曲：BOUNCEBACK 編曲：齋藤真也）
西島隆弘・宇野實彩子・末吉秀太主唱
6. Summer Revolution
（作詞：leonn 作曲：BOUNCEBACK 編曲：ats-）
21st單曲・「プロミス集團」的電視廣告歌曲、TOKYO MX 2009年高中棒球比賽的主題曲。
7. As I am
（作詞：leonn 作曲：日比野裕史 編曲：tasuku）
宇野實彩子主唱，西島隆弘・浦田直也合唱
電影「幽會!」（ランデブー!）的主題曲
8. ONE
（作詞：leonn 作曲：日比野裕史 Rap詞：日高光啓 編曲：ArmiSlick）
宇野實彩子・與真司郎・末吉秀太・伊藤千晃主唱
9. Get It On
（作詞：松井五郎 作曲：BOUNCEBACK Rap詞：日高光啓 編曲：ArmiSlick）
西島隆弘・浦田直也・日高光啓・與真司郎・末吉秀太主唱
10. Heart and Soul
（作詞：leonn 作曲：齋藤真也 Rap詞：日高光啓）
23rd單曲・TBS電視台節目「にうすざんす」的主題曲
11. Believe own way  
（作詞：H.U.B. 作曲：鈴木大輔 Rap詞：日高光啓 編曲：熊谷主毅）
12. FIELD
（作詞・作曲：BOUNCEBACK Rap詞：日高光啓 編曲：Sin）
「進研ゼミ-中学講座- 畢業・進級應援活動」電視廣告歌曲
13. Metamorphose
（作詞：leonn 作曲：BOUNCEBACK Rap詞：日高光啓 編曲：齋藤真也）
14. Hide-away
（作詞：leonn 作曲：五十嵐充 Rap詞：日高光啓 編曲：ats-）
22nd單曲・「White Sacas」的主題曲

### DVD
1. Break Down （Music Clip）
2. Summer Revolution （Music Clip）
3. Hide-away （Music Clip）
4. Heart and Soul （Music Clip）
5. FIELD （Music Clip）
6. Break Down （Music Clip Making）
7. Summer Revolution （Music Clip Making）
8. Hide-away （Music Clip Making）
9. Heart and Soul （Music Clip Making）
10. FIELD （Music Clip Making）